# 張邈 (曹魏)
張邈（？—254年），曹魏冯翊高陵（今陕西省西安市高陵区）人，祖父張既，父亲張緝，姐妹是曹芳的皇后。

## 生平
張緝和李丰对司馬師专横不满，希望以夏侯玄为大将軍取代司馬師。李丰秘密派儿子李韬告知夏侯玄、張缉。張缉派儿子張邈与李丰相结，同谋起事。254年二月，事情败露，司马师杀李丰。又逮捕了张缉、張邈父子、李丰之子李韬和夏侯玄等人，都送交廷尉收监。二月廿二日，诛杀夏侯玄、张缉、張邈、李韬、苏铄、乐敦等人，并诛灭三族。